# Swiss Open 1979
Die Swiss Open 1979 im Badminton fanden am 17. und 18. März 1979 in Lausanne statt.

## Finalergebnisse
| Disziplin    | Sieger                   | Finalist                        | Ergebnis           |
| ------------ | ------------------------ | ------------------------------- | ------------------ |
| Herreneinzel | Liao Kun-fu              | Liu Hon-jai                     | 15:10, 15:9        |
| Dameneinzel  | Liselotte Blumer         | Pia Nielsen                     | 11:7, 7:11, 11:4   |
| Herrendoppel | Gerd Kattau Olaf Rosenow | Arya Aslim Bambang Dihardja     | 11:15, 15:7, 15:10 |
| Damendoppel  | Pia Nielsen Jette Boyer  | Maureen Oskam Karin Duijvestijn | 15:10, 15:1        |
| Mixed        | Peter Holm Pia Nielsen   | Kenn H. Nielsen Birthe Rathsach | 15:5, 15:9         |